# Kdoulovec nádherný
Kdoulovec nádherný (Chaenomeles superba) je listnatá opadavá dřevina z čeledi růžovité. Je křížencem kdoulovců Chaenomeles speciosa a Chaenomeles japonica. Pro druh je také používán název Chaenomeles × superba. Je používán do méně často řezaných keřů (řez pouze po odkvětu). Dekorativní jako solitéra, ale pouze na jaře, druh je ve větších kompozicích a parcích vhodný i do větších skupin s více jedinci stejného druhu. Řezané kvetoucí větvičky, zejména druhů světlých barev, lze použít do aranžmá.
Kvete v dubnu až červnu, listy jsou celokrajné, opadavé. Plod je malvice. Při pěstování preferuje slunečné polohy, propustné živné vlhké půdy. Je ale nenáročný a snese běžné půdy a polostín (kde málo kvete). Je množen vegetativně. Ve 21. století je běžně pěstován, ale mimo dobu kvetení je nevzhledný. Řez snáší dobře.